# Ein idealer Gatte (1986)
Ein idealer Gatte ist die 1986 geschaffene Studioaufzeichnung des Fernsehens der DDR einer Inszenierung von Michael Knof nach einem Bühnenstück von Oscar Wilde aus dem Jahr 1894.

## Handlung
Da es sich hier um eine Schauspielinszenierung handelt, siehe: Ein idealer Gatte.

## Produktion
Die Übersetzung stammt von Kurt Jung-Alsen und die Dramaturgie lag in den Händen von Barbara Krautmann.
Die Erstausstrahlung der Studioaufzeichnung erfolgte im 1. Programm des Fernsehens der DDR am 19. Oktober 1986.

## Kritik
Peter Hoff schrieb im Neuen Deutschland:

„Das Spiel zwischen Konvention und gesellschaftlicher Pragmatik beherrschte im Ensemble der Schauspieler am besten Thomas Neumann als Locd Gorlng: ein Dandy, liebenswürdig und schlagfertig, den verbalen Florettkämpfen des Dialogs bestens gewachsen.“

Angelika Rätzke meinte in der Berliner Zeitung:

„Michael Knof hatte seine eigene Gebrauchsanweisung, als er Oscar Wildes Komödie Ein idealer Gatte jüngst für den Bildschirm inszenierte. Er verstand die von Wilde mit bissiger Ironie gespickte Geschichte der raffinierten Miss Cheverley, die der versnobten High Society auf ihre Weise ans Zeug geht, mehr als derbes, possenartiges Stück denn als leichtfüßige Boulevardkomödie. Schwerfällig, kaum pointiert und selten geistreich schleppte sie sich dahin.“